# 巴蒂帕利亞
巴蒂帕利亞是位於義大利南部坎帕尼亞大區薩萊諾省的一個城市。2004年，巴蒂帕利亞約有人口51000人。